# IX век
IX (девя́тый) век  по юлианскому календарю — век с 1 января 801 года по 31 декабря 900 года. Это 9-й век 1-го тысячелетия.  Закончился 1125 лет назад.
В Европе царит раннее Средневековье. Предположительное начало средневекового потепления.

## События
- 25 декабря 800, собор Святого Петра, Рим, Италия — Карл Великий коронован титулом Император Запада
- Основаны Великий Новгород, Муром, Полоцк, Ростов, Смоленск, Ужгород, Житомир.
- Викинги заселяют Фарерские острова.
- Верденский договор (843) — раздел Франкского государства.
- Объединение королевств Астурии и Галисии. Образование графства Арагон.
- Распад Албании Кавказской на феодальные княжества.
- Кхмерская империя (802—1431; Джайяварман II). Строительство города Паган в Бирме.
- Гана подвергается нападениям берберов Лемтуна.

### Начало века
- 800—843 года — Каролингская империя.
- 813 — начало правления византийского императора Льва V Армянина (813—820), который способствовал возрождению иконоборчества.
- 814 — начало правления франкского императора Людовика Благочестивого (814—840), который безуспешно пытался сохранить целостность империи, унаследованной от отца Карла Великого.
- 817 — Византийский император Лев V Армянин одержал победу над болгарами и заключил с ними 30-летний мир.
- 820, 25 декабря — во время рождественской службы в соборе св. Софии, заговорщиками был убит Византийский император Лев V Армянин.
- 821—823 — началось восстание Фомы Славянина в Византии, которое охватило большую часть Малой Азии. Закончилось восстание его поражением и казнью.
- 843 — Завершён период иконоборчества в Византии (Торжество православия).
- Гегемония Уэссекса в Англии.
- Присоединение Трансильвании к Болгарии.
- Христианизация хорватов.
- Образование Тао-Кларджетского царства в бассейне реки Чорох и в Картли.
- Открытие пути «из варяг в греки».
- Пратихары вторглись в Доаб (Джамна-Гангское междуречье) и овладели Канауджем, а затем распространили свою власть на всю территорию от Канауджа до Бенареса.
- Возникновение Кашмирского шиваизма.

### Середина века
- 840 год, захват Уйгурского каганата енисейскими кыргызами, образование Кыргызского каганата.
- 840—842 — междоусобная война сыновей Людовика Благочестивого: Лотаря I, Людовика Немецкого и Карла Лысого.
- 843 — Верденский договор, об окончательном разделе империи Карла Великого между его внуками: Лотарем (получил территорию Италии и земли вдоль Рейна и Роны — впоследствии Лотарингия), Карлом Лысым (земли к западу от Рейна) и Людовиком Немецким (земли к востоку от Рейна).
- 855 — распад государства Лотаря и образование королевств Италия, Прованс и Лотарингия.
- 858 — Папой римским стал Николай I Великий, который пытался утверждать, что права Папы божественного происхождения и потому никто не может лишать его этих прав.
- 859 — первое упоминание Великого Новгорода.
- 862 — начало правления династии Рюриковичей на Руси.
- 867, 24 сентября — заговорщиками был убит Византийский император Михаил III.
- 867 — начало правления византийского императора Василия I Македонянина (867—886), основателя Македонской династии.
- Захват датчанами Северо-Восточной Англии.
- Граф Анжу Фульк I Рыжий, основатель Анжуйской династии.
- Образование герцогства Бретань.
- Появление новых центров христианского наступления на мусульман: Наварры и Арагона[1].
- Под властью Саманидов объединён весь Мавераннахр.
- Длительные войны между Пратихарами и бенгальскими князьями из рода Пала.
- Отпадение Явы от Шривиджайи.
- Третья четверть века — движение павликиан.

### Конец века
- 870 — подписан Мерсенский договор о разделе Лотарингии, между королём Карлом Лысым и королём Людовиком Немецким.
- 871 — начало войны короля Уэссекса, Альфреда Великого с датчанами.
- Адемар (Эмар), первый герцог Бурбонский.
- Борьба в Ирландии между норвежцами и датчанами, явившимися из Восточной Англии.
- Освобождение всего Леона от арабов королём Астурии Альфонсом III.
- 872 год — первый исторически подтверждённый князь династии Пржемысловичей (существовала от исторически подтверждённого 872 года до 1306 года) в Чехии
- 879 — начало правления князя Олега в Новгороде.
- 882 — князь Олег, после взятия Киева, перебрался туда со своей дружиной и основал первое древнерусское государство.
- 884—885 — русско-хазарская война, князь Олег подчинил северян и радимичей, и обложил их данью.
- 886 — начало правления византийского императора Льва VI Мудрого (Философа) (886—912).
- 886 — Альфред Великий вернул себе Лондон.
- 890 — «Правда короля Альфреда» — англо-саксонский правовой сборник введённый королём Альфредом Великим.
- 890 — свидетельство о том, что у племени чигилей было государство.
- 890 — начало правлени норвежского короля Харальда I Хорфагера (890—940).
- 894—896 — Византийско-болгарская война.
- 898 — начало правления французского короля Карла III Простоватого (898—923).
- Династия Тулунидов подчиняет Палестину и Сирию.
- Печенеги перемещаются из долины Волги в долину Днепра.
- Из Хазарского каганата выделилась Алания в центральной части Северного Кавказа.
- Усиление киданьского племенного союза в Западной Монголии и части Маньчжурии.
- Распад Кореи на государства Силла на северо-востоке, «Второе Пэкче» на юго-западе и Тхэбон на севере.
- Города майя в южной части Юкатана прекратили своё существование.

## Персоны
- Князь Травунии Фалимер, сын Краины.
- Карл Великий — король франков и лангобардов.
- Фотий I — константинопольский патриарх.
- Николай I — папа римский.
- Адриан II — Папа римский.
- Адриан III — Папа римский.
- Анастасий III Библиотекарь, антипапа.
- Рюрик — согласно русским летописям варяг, первый новгородский князь, основатель династии Рюриковичей.
- Олег Вещий — новгородский князь, родственник и преемник Рюрика.
- Кирилл и Мефодий.

## Культура
- Македонский ренессанс (867—1056).
- Открытие Исландии викингом Гардаром Сваварсоном.
- Первые ветряные мельницы.